# Kamieńskie
Kamieńskie (deutsch Kaminsken, 1938 bis 1945 Erlichshausen) ist ein kleiner Ort in der polnischen Woiwodschaft Ermland-Masuren, der zur Stadt- und Landgemeinde Orzysz (Arys) im Powiat Piski (Kreis Johannisburg) gehört.

## Geographische Lage
Kamieńskie liegt am Ostufer des Aryssees (polnisch Jezioro Orzysz) in der östlichen Woiwodschaft Ermland-Masuren, 27 Kilometer nordöstlich der Kreisstadt Pisz (Johannisburg).

## Geschichte
Gegründet wurde der nach 1818 noch Camiensken genannte kleine Ort im Jahre 1524. Er bestand aus ein paar kleinen Höfen und Gehöften. 
Von 1874 bis 1945 war der Ort in den Amtsbezirk Wiersbinnen (polnisch Wierzbiny) eingegliedert, der – 1938 in „Amtsbezirk Stollendorf“ umbenannt – zum Kreis Lyck im Regierungsbezirk Gumbinnen (ab 1905: Regierungsbezirk Allenstein) in der preußischen Provinz Ostpreußen gehörte.
89 Einwohner zählte Kaminsken im Jahr 1910, 1933 waren es noch 56.
Am 3. Juni 1938 wurde Kaminsken aus politisch-ideologischen Gründen der Abwehr fremdländisch klingender Ortsnamen in „Erlichshausen“ umbenannt.
Die Zahl der Einwohner belief sich im Jahr 1939 auf 55. Sechs Jahre später wurde das südliche Ostpreußen und mit ihm Kaminsken in Kriegsfolge an Polen überstellt. Der Ort erhielt die polnische Namensform „Kamieńskie“ und ist heute – zugeordnet dem Schulzenamt (polnisch Sołectwo) Strzelniki (Strzelnicken, 1930 bis 1945 Schützenau) – eine Ortschaft innerhalb der Stadt- und Landgemeinde Orzysz (Arys) im Powiat Piski (Kreis Johannisburg), bis 1998 der Woiwodschaft Suwałki, seither der Woiwodschaft Ermland-Masuren zugehörig.

## Religionen
Kaminsken war vor 1945 in die evangelische Kirche Arys in der Kirchenprovinz Ostpreußen der Kirche der Altpreußischen Union sowie in die römisch-katholische Herz-Jesu-Kirche Arys im damaligen Bistum Ermland eingepfarrt.
Heute gehört Kamieńskie katholischerseits weiterhin zu Orzysz, jetzt im Bistum Ełk der Römisch-katholischen Kirche in Polen gelegen. Die evangelischen Einwohner halten sich zur Kirchengemeinde in der Kreisstadt Pisz (Johannisburg) in der Diözese Masuren der Evangelisch-Augsburgischen Kirche in Polen.

## Verkehr
Kamieńskie liegt ein wenig abseits und ist nur über eine Nebenstraße von Strzelniki (Strzelnicken, 1930 bis 1945 Schützenau) aus zu erreichen. 